# Гребля Ваді-Сахалнавт
Гребля Ваді-Сахалнавт (Wadi Al Jizi) — інженерна споруда на півдні Оману.
У другій половині 20 століття зростання населення Оману та розширення поливного землеробства почало призводити до виснаження водоносних горизонтів, що на тлі пустельного клімату були головним джерелом прісної води в країні. Як наслідок, розробили програму їх поповнення шляхом спорудження численних гребель, які б утримували воду під час короткочасних дощів. Передбачається лише короткострокове (щоб запобігти істотним втратам від випаровування) зберігання води у створених греблями водосховищах, при цьому її поступово випускають до тимчасового водотоку (ваді) в режимі, що має забезпечити максимальне всотування води у алювіальні породи русла.
Шістнадцятою та однією з найбільших за розмірами водосховища греблею такого типу стала завершена в 1993 році споруда у Ваді-Сахалнавт (за десяток кілометрів від міста Салала) із водозбірним басейном площею 258 км2. Долину ваді перекрили спорудою завдовжки 3,3 км, яка включає:
- пісчано-гравійні дамби загальною довжиною 2,2 км та висотою від 2 до 11 метрів;
- водопереливну споруду із залізобетону довжиною 100 метрів;
- водопереливну споруду довжиною 980 метрів, яка призначена для роботи під час повені, коли існує особливо великий приток води.
Гребля здатна утримувати 6,4 млн м3 води.
Для випуск води до нижньої ділянки русла ваді також передбачені три водоводи (кульверти).